# Internationale Zivilluftfahrtorganisation
Die Internationale Zivilluftfahrtorganisation (ICAO, englisch International Civil Aviation Organization) ist eine Sonderorganisation der Vereinten Nationen (UN). Eines ihrer Ziele ist das nachhaltige Wachstum des globalen Zivilluftverkehrs.
Die ICAO wurde 1944 durch das Chicagoer Abkommen gegründet, um den zivilen Luftverkehr international zu standardisieren, und erhielt 1947 ihren heutigen Status.
Der ICAO gehören seit 2019 193 Vertragsstaaten an. Zuletzt ist Dominica 2019 beigetreten. Das für Europa zuständige ICAO-Regionalbüro befindet sich in Neuilly-sur-Seine bei Paris.
Deutschland ist 1956 beigetreten und wird durch eine ständige Delegation des Bundesministeriums für Verkehr (BMV) vertreten. Österreich wird vom Bundesministerium für Innovation, Mobilität und Infrastruktur repräsentiert.

## Geschichte
Die ICAO baute auf der 1919 gegründeten CINA (französisch) bzw. ICAN (englisch) auf, die nach 1944 zu Gunsten der ICAO aufgelöst wurde. Ein ausführlicher historischer Abriss findet sich im Artikel über das Abkommen über die internationale Zivilluftfahrt.

## Mitglieder
Die Organisation hat 193 Mitglieder von potentiellen 195. Als letztes Mitglied trat Dominica im April 2019 bei. Kein Mitglied sind somit nur Liechtenstein und Vatikanstadt. Liechtenstein hat die Schweiz bevollmächtigt, das Abkommen auch im Namen Liechtensteins für das gemeinsame Zollgebiet anzuwenden.

## Finanzen
Für das Jahr 2016 lagen die Einnahmen der Organisation bei 198 Millionen US-Dollar und die Ausgaben bei 192 Millionen US-Dollar. Die ICAO finanziert sich aus den freiwilligen Mitgliedsbeiträgen der Mitgliedsstaaten sowie privaten Spenden.

## Das Logo

Das aktuelle Logo

Das ICAO-Logo wurde im Laufe der Zeit mehrfach angepasst. Die aktuelle Form besteht seit 1995. Die fünf Schriftzüge stehen für den Namen der Organisation in den sechs Arbeitssprachen der ICAO:
- Arabisch die Transkription إيكاو des englischen Akronyms ICAO (also nicht das Akronym des arabischen Namens der Organisation)
- Chinesisch den vollen chinesischen Namen der Organisation (国际民航组织)
- Englisch das Akronym des englischen Namens der Organisation (ICAO)
- Französisch das Akronym des französischen Namens der Organisation (OACI)
- Russisch die Transkription ИКАО des englischen Akronyms ICAO (also nicht das Akronym des russischen Namens der Organisation)
- Spanisch das Akronym des spanischen Namens der Organisation (OACI)

## Aufgaben
Die wichtigsten Aufgaben sind:
- Erarbeiten und Festlegen von verbindlichen Standards für die Luftfahrt, die von den Mitgliedsländern umgesetzt werden müssen
- Regelung der internationalen Verkehrsrechte, der Freiheiten der Luft
- Entwicklung von Infrastrukturen
- Erarbeitung von Empfehlungen und Richtlinien, wie zum Beispiel: ICAO-Brandschutzkategorie
- Zuteilung der ICAO-Codes für Länder und Flugzeugtypen
- Entwicklung eines Standards für maschinenlesbare Reisedokumente
- Definition der Grenzwerte für Fluglärmemissionen (Klasse-I-/-II-/-III-Flugzeuge nach Annex 16)

## Weitere Aktivitäten
Die ICAO vergibt alle drei Jahre die Edward-Warner-Medaille für besondere Leistungen in der Zivilluftfahrt.

## Organe
Gemäß Artikel 43 des Chicagoer Abkommens setzt sich die ICAO aus einer Versammlung, einem Rat und anderen ebenfalls notwendigen Organen zusammen. Das Generalsekretariat besteht aus fünf Einheiten, die Amtszeit der Leitung beträgt drei Jahre.

### Leitung
Seit dem 1. August 2021 ist Juan Carlos Salazar aus Kolumbien Generalsekretär. Zuvor von 2015 bis August 2021 war Generalsekretärin die Juristin mit Spezialisierung auf Luft- und Weltraumrecht, Liu Fang.

### Versammlung (Art. 48 f.)
Die Versammlung ist das oberste Organ der ICAO. Sie besteht aus einem Vertreter jedes Mitgliedstaats und tritt mindestens alle drei Jahre zusammen. Beschlüsse werden mit der Mehrheit der abgegebenen Stimmen gefasst, wobei allen Mitgliedstaaten je eine Stimme zusteht. Die wichtigsten Aufgaben der Versammlung sind die Wahl der im Rat vertretenen Mitgliedstaaten, die Prüfung der Berichte des Rates und die Überarbeitung des Chicagoer Abkommens.

### Der Rat (Art. 50 ff.)
Der Rat ist das Exekutivorgan und für die laufende Geschäftsführung zuständig. Er gilt als wichtigstes Organ der ICAO. Vertreter aus 36 Staaten werden von der Versammlung für eine dreijährige Amtsdauer gewählt. Dabei sollen sowohl die im Luftverkehr bedeutendsten Staaten als auch Staaten der geografischen Hauptgebiete der Welt angemessen berücksichtigt werden. Zu den wichtigsten Aufgaben des Rates gehören das Ausführen der Weisungen der Versammlung, eine jährliche Berichterstattung an selbige sowie das Ernennen eines Luftverkehrsausschusses und einer Luftfahrtkommission. Für die Annahme der von der Luftfahrtkommission empfohlenen Änderungen der Annexe bedarf es gemäß Art. 90 einer Zweidrittelmehrheit der Ratsstimmen.
Als Folge des russischen Überfalls auf die Ukraine 2022 und den damit verbundenen Bombardierungen ukrainischer Flughäfen sowie der illegalen Doppelregistrierung von mehreren hundert im Ausland geleasten Passagierflugzeugen wurde Russland auf der 41. Vollversammlung der ICAO (27. September bis 7. Oktober 2022) nicht wieder in den Rat gewählt. Die dafür nötige Mindestanzahl von 86 Stimmen wurde nicht erreicht.

### Luftfahrtkommission (Art. 56 f.)
Die Luftfahrtkommission setzt sich aus 19 Mitgliedern zusammen, die vom Rat ernannt werden. Diese Personen müssen über Erfahrung auf wissenschaftlichen und praktischen Gebieten der Luftfahrt verfügen. Sie befassen sich hauptsächlich mit den Änderungen der Annexe des Chicagoer Abkommens.

## SAR (Search and Rescue)
Auf dem von ICAO und IMO gemeinsam herausgegebenen International Aeronautical and Maritime Search and Rescue Manual beruht der Betrieb von Such- und Rettungsdiensten in vielen Nationen. Diese Einrichtung, abgekürzt bekannt unter SAR-Dienst, garantiert die schnelle und adäquate Hilfeleistung nach Luft- und Seenotfällen.

## ICAO-Alphabet
Das ICAO-Alphabet wurde am 1. März 1956 als internationales Merkwortalphabet von der Flugsicherungskommission der ICAO eingeführt. Seine Verwendung ist im internationalen Funkverkehr unter den Mitgliedstaaten der ITU verbindlich vereinbart (Anhang 14 zur VO Funk). Es wird daher weltweit in der Luftfahrt und in vielen anderen Bereichen, u. a. durch die NATO, als Buchstabiertafel verwendet.

## ICAO-Codes
Die ICAO-Codes dienen zur eindeutigen Identifizierung von Flugplätzen und Heliports einerseits und Fluglinien andererseits.
Die ICAO-Codes werden in erster Linie von Flugverkehrskontrollen und zum Planen der Flugroute benutzt und sind nicht zu verwechseln mit den aus nur drei Buchstaben bestehenden IATA-Codes für Flughäfen, mit denen Privatpersonen sehr viel häufiger konfrontiert werden, weil sie auf Reservierungen, Tickets, Zeittafeln am Flughafen etc. benutzt werden.

## ICAO-Annexe
Die „Annexe“ (Anhänge) zum internationalen Luftfahrtübereinkommen sorgen für eine international einheitliche Handhabung verschiedenster praktischer Aspekte der Luftfahrt und ermöglichen damit internationalen Flugverkehr ohne spezielle Ausbildungen des Flugpersonals für jedes Land und sichern Mindeststandards an Dienstleistungen für die Luftfahrt. Folgende Annexe gibt es derzeit (Januar 2022):
- Annex 1: Personnel Licensing – Lizenzierung von Luftfahrtpersonal
- Annex 2: Rules of the Air – Luftverkehrsregeln
- Annex 3: Meteorological Service for International Air Navigation – Meteorologische Dienste
- Annex 4: Aeronautical Charts – Luftfahrtkarten
- Annex 5: Units of Measurement to be Used in Air and Ground Operations – Maßeinheiten zur Verwendung in der Luft und am Boden
- Annex 6: Operation of Aircraft – Betrieb von Luftfahrzeugen
  - Part I – International Commercial Air Transport – Aeroplanes – kommerzielle Luftfahrt mit Flugzeugen
  - Part II – International General Aviation – Aeroplanes – Allgemeine Luftfahrt mit Flugzeugen
  - Part III – International Operations – Helicopters – Drehflügler
- Annex 7: Aircraft Nationality and Registration Marks – Nationalitäts- und Registrierungskennzeichen von Luftfahrzeugen
- Annex 8: Airworthiness of Aircraft – Lufttauglichkeit von Luftfahrzeugen
- Annex 9: Facilitation – Erleichterungen
- Annex 10: Aeronautical Telecommunications – Telekommunikation
  - Volume I – Radio Navigation Aids – Funknavigation
  - Volume II – Communication Procedures including those with PANS Status – Aeronautical Fixed Service, Flugfunk etc.
  - Volume III – Communications Systems – Funksysteme
    - Part 1:  Digital Data Communication Systems – Digitale Funksysteme des Flugfunks
    - Part 2:  Voice Communication Systems – Sprechfunksysteme des Flugfunks

  - Volume IV – Surveillance Radar and Collision Avoidance Systems – Sekundärradar, ACAS etc.
  - Volume V – Aeronautical Radio Frequency Spectrum Utilization – Funkfrequenzen
- Annex 11: Air Traffic Services – Luftverkehrsdienste (ATC, Luftraumüberwachung, vgl. Flugverkehrsmanagement)
- Annex 12: Search and Rescue – Suche und Rettung (SAR)
- Annex 13: Aircraft Accident and Incident Investigation – Flugunfall- und -Vorfall-Untersuchung
- Annex 14: Aerodromes – Flugplätze
  - Volume I – Aerodrome Design and Operations – Anlage und Betrieb von Flugplätzen
  - Volume II – Heliports – Heliports
- Annex 15: Aeronautical Information Services – Flugberatungsdienst
- Annex 16: Environmental Protection – Umweltschutz
  - Volume I – Aircraft Noise – Fluglärm
  - Volume II – Aircraft Engine Emissions – Emissionen durch Luftfahrtantriebe
  - Volume III – CO2 Certification Requirement – CO2-Zertifizierung von Luftfahrzeugen
  - Volume IV – Carbon Offsetting and Reduction Scheme for International Aviation (CORSIA) – CO2-Klimakompensation
- Annex 17: Security – Luftsicherheit
- Annex 18: The Safe Transport of Dangerous Goods by Air – sicherer Lufttransport (gefährlicher Güter)
- Annex 19: Safety Management – Flugsicherheitsmanagement

Die Annexe können, wie auch andere ICAO Schriften, in ICAO Depository Libraries eingesehen werden. In Deutschland sind das die Bibliothek des Max-Planck-Instituts für ausländisches öffentliches Recht und Völkerrecht und das Institut für Luft- und Weltraumrecht der Universität zu Köln, in der Schweiz die Bibliothek des Büros der Vereinten Nationen in Genf.

## Beauftragte Organisationen
- Tropical Cyclone Advisory Centres (TCACs)
- Volcanic Ash Advisory Centers (VAACs)

## CORSIA
Hauptartikel: CORSIA
CORSIA (Carbon Offsetting and Reduction Scheme for International Aviation) ist ein Kohlenstoffkompensations- und Reduktionsprogramm für die internationale Zivilluftfahrt. Wegen der hohen Umweltauswirkungen des Luftverkehrs hat die ICAO im Oktober 2016 die Einführung eines globalen Mechanismus für die Regulierung der Treibhausgas-Emissionen der internationalen Zivilluftfahrt beschlossen. Unter diesem müssen die Luftfahrtbetreiber ihre CO2-Emissionen durch sogenannte Offset-Zertifikate kompensieren. Das System wird in drei Phasen eingeführt:
- An einer Pilotphase 2021–2023 und einer ersten Phase 2024–2026 können Staaten freiwillig teilnehmen.
- In der zweiten Phase 2027–2035 ist die Teilnahme für alle Staaten verpflichtend. Ausgenommen sind Staaten mit einem sehr geringen Anteil an den globalen Flugbewegungen.

Das Treibhausgasziel der Branche ist ein CO2-neutrales Wachstum ab 2020, jedoch keine absolute Minderung. Umweltorganisationen kritisieren, das System komme zu spät und sei zu wenig ambitioniert. Zudem sei völlig offen, welche Standards für die Kompensationszertifikate gelten sollten. Ein weiterer Kritikpunkt ist, dass durch CORSIA lediglich die CO2-Emissionen erfasst werden sollen. Diese machen jedoch wahrscheinlich weniger als die Hälfte des Strahlungsantriebs des Flugverkehrs aus, der für den Effekt auf die Klimaerwärmung maßgeblich ist.